# Leptocyrtinus uniformis
Leptocyrtinus uniformis är en skalbaggsart som beskrevs av Stefan von Breuning 1943. Leptocyrtinus uniformis ingår i släktet Leptocyrtinus och familjen långhorningar.
Artens utbredningsområde är Samoa. Inga underarter finns listade i Catalogue of Life.